# Komitet Centralny Komunistycznej Partii Chin
Komitet Centralny Komunistycznej Partii Chin (chiń. upr. 中国共产党中央委员会; chiń. trad. 中國共產黨中央委員會; pinyin Zhōngguó Gòngchǎndǎng Zhōngyāng Wěiyuánhuì) – najwyższy organ partii wybierany podczas Zjazdu Partii na okres 5 lat wypełniający decyzje Zjazdu, kierujący pracami partii i reprezentujące partię międzynarodowo. Organem wykonawczym KC jest Biuro Polityczne Komunistycznej Partii Chin, a organem administracyjnym jest Sekretariat.
20. Komitet Centralny składa się z 205 pełnych członków i 171 zastępców.

## Komórki organizacyjne
- Biuro Prezydialne(inne języki) (中共中央办公厅), 13 Wenjin St, Pekin[4]
  - Biuro Bezpieczeństwa (中央警卫局), 81 Nanchang St, Xicheng District, Pekin[5]
- Wydział Organizacyjny (中国共产党中央组织部), 80 West Chang’an Ave, Pekin[6]
  - Centralna Szkoła Partyjna (中共中央党校), 100 Dayouzhuang St, Haidian District, Pekin[7]
  - Chińska Akademia Kadr Kierowniczych w Pudong (中国浦东干部学院), 99 Qiancheng Rd, Pudong New Area, Szanghaj[8]
  - Chińska Akademia Kadr Kierowniczych w Jinggangshan (中国井冈山干部学院), 6 Hongjun North Rd, Ciping Town, Jinggangshan, prow. Jiangxi[8]
  - Chińska Akademia Kadr Kierowniczych w Yan’an (中国延安干部学院), 40 Zaoyuan Rd, Yan’an, prow. Shaanxi[8]
  - hotel Jingxi (京西賓館), 1 Yangfangdian Rd, Haidian District, Pekin
- Wydział Propagandy (中共中央宣傳部), 5 West Chang’an Ave, Pekin[9]
  - Wydawnictwo i Redakcja Dziennika Ludowego (人民日報), 2 Jintai Xilu, Chaoyang District, Pekin[10]
  - Wydawnictwo i Redakcja dziennika Guāngmíng rìbào (光明日报), 5-18 Zhushikou Dongdajie, Dongcheng District, Pekin[11]
- Wydział Łączności Międzynarodowej (中共中央对外联络部), 4 Fuxing Rd, Haidian District, 100860 Pekin[12]
- Wydział Pracy ze Zjednoczonym Frontem (中共中央统战部), 135 Fuyou St, Xicheng District, Pekin[13]
- Biuro Analiz Polityki Centralnej (中共中央政策研究室), 2 Sha Tan Bei Jie, Dongcheng District, Pekin[14]
- Centralne Biuro Pracy z Tajwanem, 6-1 Guang'anmen Nanjie, Xicheng District, Pekin[15]
- Biuro Propagandy Zagranicznej[16]
- Centrum Badań Historii Partii (中共中央党史研究室), 69 North Fourth Ring Rd, Haidian District, Pekin[17]
- Centrum Badawcze Literatury Partyjnej (中共中央文献研究室), 1 Maojiawan, Xicheng District, Pekin
- Centralne Biuro Opracowań i Tłumaczeń (研究與翻譯的中央局), Xicheng District, 36 Byway, 100032 Pekin[18]
- Centralne Archiwa (中國共產黨資料庫), 21 Feng Sheng Hutong, Xicheng District, 100032 Pekin[19][20][21]
- Centralna Komisja Dyscypliny Partyjnej (中国共产党中央纪律检查委员会), A 2 Fu Xue alley, Dongcheng District, Beijing; adres pocztowy: Guang An Men Nan St A, Xuanwu District, 100 053 Pekin[22]
- Centralna Komisja Wojskowa KC KPCh (中国共产党中央军事委员会), Bayi Building (八一大楼), 7 Fuxing Rd, Haidian District, Pekin

## Siedziba
Oficjalnie Komitet Centralny KPCh mieści się w Zhongnanhai, części Zakazanego Miasta, które de facto jest jedynie siedzibą kierownictwa partii i rządu ChRL. Większość komórek organizacyjnych mieści się w różnych częściach Pekinu.